# Gira Mundo
Gira Mundo é uma falange de exus da Umbanda e da Quimbanda.
É um dos exus considerados "cabeça de legião", sendo membro da serventia direta de Xangô.
Vale lembrar, que Exu não é demônio, já que para a religião da Umbanda, não existe diabo.